# Schwedische Squashnationalmannschaft
Die schwedische Squashnationalmannschaft ist die Gesamtheit der Kader des schwedischen Squashverbandes Svenska Squashförbundet. In ihm finden sich schwedische Sportler wieder, die ihr Land sowohl in Einzel- als auch in Teamwettbewerben national und international im Squashsport repräsentieren.

## Historie

### Herren
Schweden nahm erstmals 1976 an der Weltmeisterschaft teil und schloss das Turnier auf Rang sechs ab. Bis einschließlich 1993 erreichte die Mannschaft stets eine Endplatzierung unter den besten Zehn, die beste Platzierung war ein fünfter Rang 1987. 2005 verzichtete Schweden erstmals auf die Teilnahme, in den drei folgenden Weltmeisterschaften fiel die Mannschaft in den Endplatzierungen mit den Rängen 17, 22 und 28 immer weiter nach hinten. 2013 verzichtete Schweden zum zweiten Mal nach 2005 auf die WM-Teilnahme.
An Europameisterschaften nimmt Schweden seit der Erstaustragung 1973 regelmäßig teil. Zwischen 1975 und 1995 stand die Mannschaft nur zweimal nicht auf dem Treppchen. Von 1975 bis 1977 errang sie zunächst dreimal in Folge Bronze, ehe sie bis 1989 jedes Jahr das Finale gegen England erreichte und dieses in den Jahren 1980 und 1983 auch gewann. Schweden war damit neben England bis zum Titelgewinn Frankreichs im Jahr 2015 die einzige Mannschaft gewesen, die je Europameister wurde. Zur Mannschaft gehörten 1980 Lars Kvant, Mikael Hellström, Johan Stockenberg sowie Peter und Bo Boström. 1983 standen, neben Lars Kvant, Jan-Ulf Söderberg, Björn Almström, Fredrik Johnson und Jonas Görnerup im Kader. 1990, 1992 und 1993 folgten jeweils vierte Plätze, ehe Schweden 1995 mit Bronze die bislang letzte Medaille gewann Seitdem erfolgte. Heute gehört die Mannschaft nicht mehr zu den besten zehn europäischen Teams.

## Letzter WM-Kader
Bei der letzten Teilnahme 2011 bestand die schwedische Mannschaft aus den folgenden Spielern:
| Rang | Name                 | Geburtsdatum      |
| ---- | -------------------- | ----------------- |
| 1.   | Christian Drakenberg | 18. August 1975   |
| 2.   | Sebastian Viktor     | 8. September 1986 |
| 3.   | Joakim Larsson       | 11. August 1987   |
| 4.   | Alex Christensson    | 11. April 1991    |

## Bilanz
| Herren |                    |                    |                    |                    |                    |
| Jahr   | Austragungsort     | Runde              | Platzierung        | Siege              | Niederlagen        |
| 1967   | Melbourne          | nicht teilgenommen | nicht teilgenommen | nicht teilgenommen | nicht teilgenommen |
| 1969   | Birmingham         | nicht teilgenommen | nicht teilgenommen | nicht teilgenommen | nicht teilgenommen |
| 1971   | Palmerston North   | nicht teilgenommen | nicht teilgenommen | nicht teilgenommen | nicht teilgenommen |
| 1973   | Johannesburg       | nicht teilgenommen | nicht teilgenommen | nicht teilgenommen | nicht teilgenommen |
| 1976   | Birmingham         | Gruppenphase       | 6.                 | 4                  | 3                  |
| 1977   | Toronto            | Gruppenphase       | 6.                 | 2                  | 5                  |
| 1979   | Brisbane           | Gruppenphase       | 6.                 | 5                  | 3                  |
| 1981   | Stockholm          | Viertelfinale      | 6.                 | 5                  | 3                  |
| 1983   | Auckland           | Gruppenphase       | 6.                 | 4                  | 4                  |
| 1985   | Kairo              | Gruppenphase       | 9.                 | 7                  | 2                  |
| 1987   | London             | Viertelfinale      | 5.                 | 6                  | 2                  |
| 1989   | Singapur           | Viertelfinale      | 7.                 | 4                  | 4                  |
| 1991   | Helsinki           | Gruppenphase       | 7.                 | 3                  | 3                  |
| 1993   | Karatschi          | Gruppenphase       | 7.                 | 3                  | 3                  |
| 1995   | Kairo              | Gruppenphase       | 12.                | 1                  | 5                  |
| 1997   | Petaling Jaya      | Gruppenphase       | 10.                | 4                  | 2                  |
| 1999   | Kairo              | Gruppenphase       | 9.                 | 5                  | 1                  |
| 2001   | Melbourne          | Achtelfinale       | 13.                | 3                  | 4                  |
| 2003   | Wien               | Achtelfinale       | 16.                | 2                  | 5                  |
| 2005   | Islamabad          | nicht teilgenommen | nicht teilgenommen | nicht teilgenommen | nicht teilgenommen |
| 2007   | Chennai            | Gruppenphase       | 17.                | 5                  | 2                  |
| 2009   | Odense             | Gruppenphase       | 22.                | 2                  | 4                  |
| 2011   | Paderborn          | Gruppenphase       | 28.                | 2                  | 5                  |
| 2013   | Mülhausen          | nicht teilgenommen | nicht teilgenommen | nicht teilgenommen | nicht teilgenommen |
| 2015   | Kairo              | keine Austragung   | keine Austragung   | keine Austragung   | keine Austragung   |
| 2017   | Marseille          | nicht teilgenommen | nicht teilgenommen | nicht teilgenommen | nicht teilgenommen |
| 2019   | Washington, D.C.   | nicht teilgenommen | nicht teilgenommen | nicht teilgenommen | nicht teilgenommen |
| Gesamt | 18 / 26 Teilnahmen | 18 / 26 Teilnahmen | 0 Titel            | 67                 | 60                 |